# 103 км (колійний пост)
103 кіломе́тр — залізничний колійний пост Знам'янської дирекції Одеської залізниці.
Розташований біля села Новоігорівка Устинівський район Кіровоградської області на лінії Висоцьке — Тимкове між станціями Бобринець (31 км) та Седнівка (3 км).
Станом на жовтень 2023 року щодня дві пари приміських поїздів прямують за напрямком Знам'янка/Долинська — Помічна, проте не зупиняються.